# Obrium
Obrium — род жуков подсемейства настоящих усачей (Cerambycinae) семейства усачей (Cerambycidae).
Жуки маленьких и средних размеров; определить жуков рода можно по строению передних тазиков, по первому стерниту брюшка, по наличию глубокой продольной бороздки на эпистернах заднегруди и по другим признаками.
В ископаемом состоянии известны из балтийского янтаря.

## Описание

### Имаго
Голова короткая, в глубокой или стёртой пунктировке, в длинных редких тонких волосках. Глаза очень большие, выпуклые, крупно фасетированные, сильно угловидно или кармовидно выемчатые. Усики тонкие, длинные, как правило, заходят за вершину надкрылий 10-м или 11-м сегментом, у самки ли даже девятым у самцов, Переднеспинка продолговатая, на боках с широким перехватом, в длинных светлых волосках, с боковым бугорком. Надкрылья параллельные, на вершине с закруглённым внутренним и со значительно скошенным наружным углом, в более или менее крупной пунктировке. Передние тазики вытянутые, нешаровидные. Бёдра булавовидные, задние лапки значительно короче голеней. Первый брюшной стернит длинный, равен всем остальным стернитам вместе взятым у самки и значительно короче их у самца. Второй брюшной стернит у самки в задней части выемчатый, в этом месте с расширенными на конце щетинками, которые образуют густую щётку.

## Систематика
В составе рода:
- Obrium aegrotum Holzschuh, 1982
- Obrium akikoae Niisato, 1998
- Obrium albifasciatum Bates, 1872
- Obrium angulosum Bates, 1885
- Obrium annulicorne Pascoe, 1869
- Obrium arciferum Bates, 1885
- Obrium brevicorne Plavilstshikov, 1940
- Obrium cantharinum (Linnaeus, 1767)